# John Ruskin
John Ruskin (Londres, 8 de febrero de 1819-Coniston, Cumbria, 20 de enero de 1900) fue un escritor, crítico de arte, sociólogo, artista y reformador social británico, uno de los grandes maestros de la prosa inglesa. Influyó notablemente en Mahatma Gandhi. Abogó por un socialismo cristiano.

## Primeros años
John Ruskin era hijo de un rico comerciante de vinos, cosa que influyó mucho para que él pudiese viajar a distintos lugares de Europa durante su juventud. Se crio en el sur de Londres y fue uno de los promotores de la constitución de la compañía Ruskin, Telford y Domecq. Con su trabajo, influyó notablemente en los gustos de los intelectuales victorianos. Entre sus amistades personales, se contaba la familia de Robert Baden-Powell, a quien enseñó y vio crecer.
En 1837 ingresó en Oxford, universidad a la que le legó una colección de grabados, dibujos y fotografías; también fundó una escuela de dibujo para los estudiantes. En la actualidad, se conservan parte de sus obras entre dibujos de la naturaleza y otros más de distintas catedrales góticas.

## Seven Lamps of Architecture
Ganó un importante premio con su poema «Salsette and Elephanta» en 1839 y se graduó en 1842. En 1843 apareció el primer volumen de Modern Painters, by a Graduate of Oxford, en el que Ruskin sostenía la superioridad de los paisajistas modernos sobre los viejos maestros. Descubrió al famoso William Turner, al que dedicó un famoso ensayo. Sucesivos volúmenes dilataron el tema hasta convertir la obra en un amplio tratado acerca de los principios que debían constituir los fundamentos del arte, lo que contribuyó a consolidar su prestigio como maestro esteta y crítico de arte. Su teoría sobre la arquitectura es meramente moral, una filosofía que está en busca de la verdad. En tanto que aplicó consideraciones parecidas a otro dominio del arte en sus Seven Lamps of Architecture (1849), donde apuntaba una especie de leyes o bases, que todo artista al momento de crear debe obedecer, y enumera siete: Sacrificio, Verdad, Poder, Belleza, Vida, Memoria y Obediencia. Ruskin considera estas cuestiones como extra-arquitectónicas.
Cada capítulo contiene abundantes principios técnicos y agudas observaciones sobre arte clásico y medieval. Los ejemplos son tomados de obras maestras de la arquitectura francesa e italiana. También en la obra Stones of Venice (1851-1853), donde analiza la importancia religiosa, moral, económica y política de la arquitectura doméstica.

## Estética
La obra de Ruskin destaca por la excelencia de su estilo, rebelándose contra el entumecimiento estético y los perniciosos efectos sociales de la Revolución industrial, formuló la teoría de que el arte, esencialmente espiritual, alcanzó su cenit en el Gótico de finales de la Edad Media, un estilo de inspiración religiosa y ardor moral: 

La arquitectura no es sólo técnica de construcción, también es arte, es el arte que dispone y adorna a los edificios levantados por el ser humano para el uso que sea, de modo que la visión de ellos contribuya a su salud mental, poder y placer...

John Ruskin veía en la naturaleza, en las flores y en sus hojas, formas que podían ser llevadas a la arquitectura, y así el hombre podía entablar en el recinto arquitectónico, una sensación de apacibilidad, serenidad y belleza. 
Su idea de belleza posee una doble naturaleza: la belleza abstracta de las cosas, sin ninguna consideración más que la forma, y la que se puede reconocer tras un proceso de elaboración y trabajo paciente del artista en la obra (de ahí su gran admiración por Fra Angélico). 

## Vínculo con pintores de su época
Entabló amistad con los pintores Dante Gabriel Rossetti, Edward Burne-Jones y John Everett Millais; este último, se casó con la esposa de Ruskin después de que se separaran.

## Interés por la belleza de las niñas
También es conocida su fascinación hacia la belleza de las niñas. En 1841, Ruskin conoció en una escuela infantil de Wrington a la que será más tarde su esposa, Effie Gray, de 12 años de edad. Según K. Clark, en Ruskin Today, Ruskin tenía «... una noción infantil de la feminidad, mitad gatito, mitad reina de las hadas, y cuando la confrontaba con la realidad retrocedía horrorizado».

## Los prerrafaelistas
Señaló a Rafael como autor del pecado de pintar con más detalle unas partes que otras. Los alumnos de Ruskin fueron llamados prerrafaelitas. Él mismo señaló a este grupo como la esperanza artística de Inglaterra.

## Economista y reformador social
Como economista y reformador social, se manifestó franco e inflexible enemigo de lo que consideraba egoísta y letal en las doctrinas de la llamada escuela manchesteriana, siendo en esta esfera donde se concentró su serie de cartas dirigidas a los obreros y braceros del Reino Unido, que influyeron en los reformistas sociales durante tres generaciones. Obtuvo la primera cátedra Slade de Arte de la Universidad de Oxford en 1869, cargo que ejerció hasta 1879. Legó a esta Universidad una importante colección de grabados, dibujos y fotografías, además de donar una importante suma de dinero para la creación de un centro de enseñanza del dibujo. Ruskin ilustró numerosas de sus obras con dibujos de su propia mano.

## Últimos años y fallecimiento
Desde 1885 hasta su muerte en 1900, vivió retirado en Brantwood (en el noroeste de Inglaterra), después de que en 1889 quedara incapacitado por el agravamiento de los episodios de locura que venía padeciendo desde 1870. Entre sus obras sobre asuntos económicos, sociales y éticos destacan Sesame and Lilies (1865), Ethics of the Dust (1866) y Crown of Wild Olive (1866).

## Obras

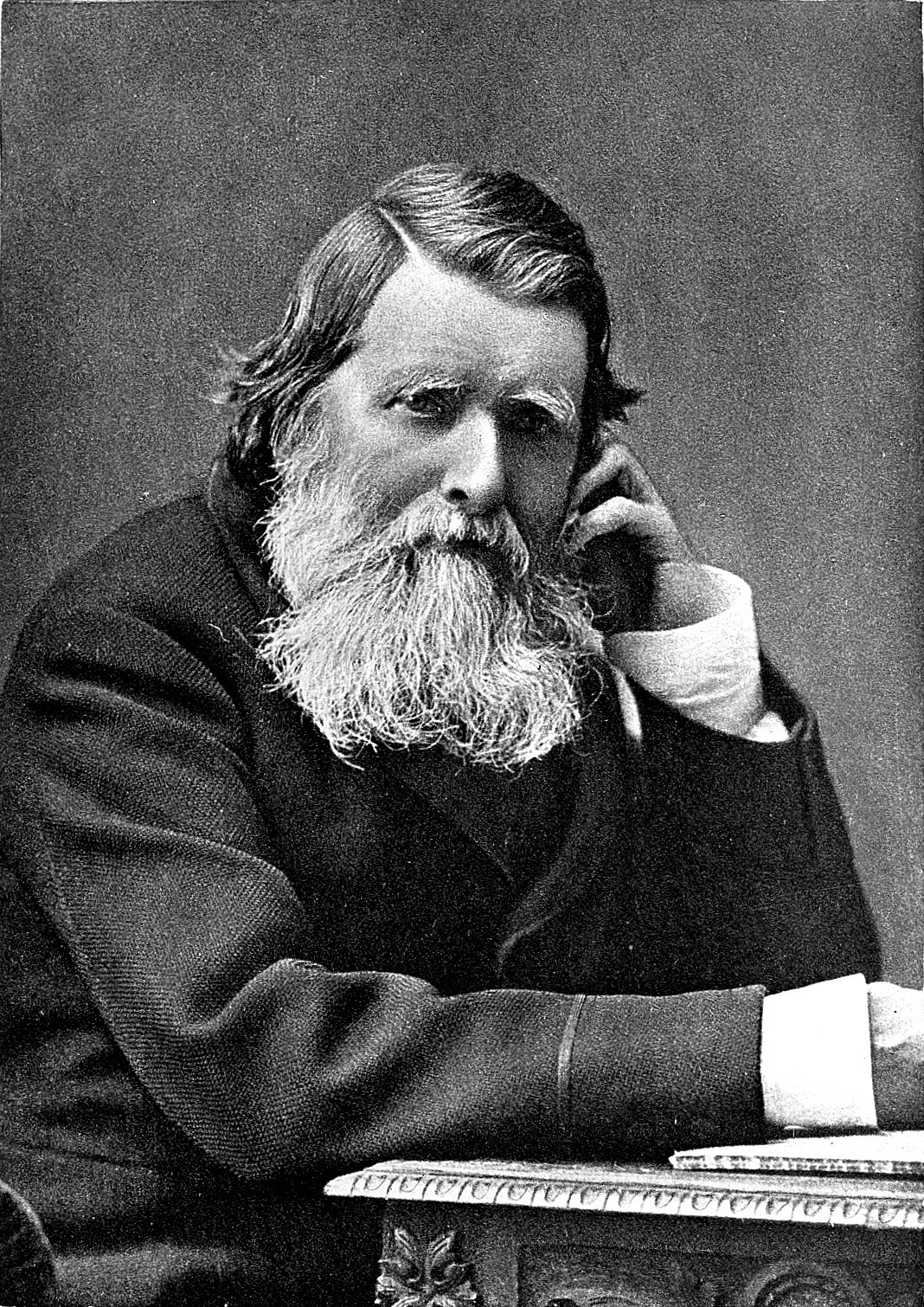
Ruskin en 1882

El espectro de temas abarcado por Ruskin fue muy amplio. Escribió más de 250 obras que empezaron en la historia y crítica del arte, pero que terminaron en materias tan variadas como la ciencia, geología, crítica literaria, ornitología, los efectos de la polución sobre el medio ambiente o mitología. Después de su muerte, sus obras fueron recogidas en una extensa colección, llevada a cabo por sus amigos Edward Cook y Alexander Wedderburn en 1912. Solo un índice así de extenso es capaz de reflejar la amplitud e interconexión de todos sus pensamientos.
- Pintores modernos (1843-1860). Su primera obra, concebida en defensa del paisajismo de Turner.
- Las siete lámparas de la arquitectura (1849). Su obra fundamental, donde desarrolla sus ideas estéticas.
- Las piedras de Venecia (1851-1853). Obra escrita tras sus estancia en Venecia, también exponente de sus ideas estéticas, así como de su visión sobre el Gótico.
- Conferencias sobre la arquitectura y la pintura (1853)
- Economía política del arte (1857)
- Dos caminos (1859)
- Unto this last (1860-1962). Obra que influenció a M. Gandhi
- Sésamo y lirios (1865)
- La moral del polvo (1866)
- La corona de olivo silvestre (1866)
- Fors Clavigera (1871-1887). Cartas a los obreros ingleses
- Las mañanas en Florencia (1874)
- La Biblia de Amiens (1880-1885)
- Praeterita (1885-1889). Biografía inacabada. Traducida al castellano con el título de 'Praeterita, memorias de un esteta victoriano' (Ed.Cuadernos de Langre, 2018)